# 露天拍賣
露天市集國際資訊股份有限公司（英語：PChome eBay Co., Ltd.，簡稱：露天市集），是由PChome Online網路家庭及eBay合資成立的網路拍賣網站。成立時間為2006年9月，在2018年全年平台成交金額（GMV）突破新台幣3,305億元，為台灣首家超過上億元交易金額的電商平台，成交規模已經超越全台大型百貨及實體通路。全站商品數也即將達成4億2,000萬件新高，露天的豐富商品數也讓台湾成為全球「人均商品數(Listing Per Capita)最高」的國家。
露天的交易模式為賣家刊登商品時免刊登費，商品成交後僅收取2%成交手續費。露天目前擁有超過1,700萬買家會員及200萬賣家會員，全站每月總瀏覽頁面量（Pageview）突破十億次，是全台唯一擁有入口網站與電商網站雙重特色的電商型入口網站。露天在2015年蟬聯入口網站Google公布之搜尋榜第五，為台灣品牌第一，以及數位時代雜誌2014年台灣網站100強-電子商務類別NO.1。露天在2012年3月起搶先業界導入第三方支付服務－PChomePay支付連，目前已經提供ATM轉帳、信用卡代收與分期0利率、餘額付款等交易方式。
露天市集網站中較熱門的商品類別有: 居家生活、玩具休閒、交通家電、手機電腦

## 歷史
2006年6月，PChome Online網路家庭與eBay合作成立露天拍賣，以取代原有的eBay台灣網站。
原本已站穩龍頭地位的Yahoo!奇摩拍賣，因多重收費政策（論件的上架費+3%成交手續費），導致大量客戶因不滿而迅速流失，紛紛轉移至免費的露天拍賣。
2006年10月，上線首月全站商品數
2007年4月，露露通即時交易通知工具上線。
2007年6月，網拍首創書籍ISBN快速上架服務。
2007年10月，全站商品數突破500萬件。
2008年10月，相簿式上架功能上線，全站商品數突破1000萬件。
2009年3月，榮獲數位時代雜誌台灣網站百強電子商務類第一名。
2009年11月1日，露天拍賣開始收取1.5%的成交手續費，但因仍低於奇摩拍賣，同時仍維持免上架費，故賣家流失不嚴重。
2009年11月，榮獲經濟部e21金網獎銀質獎章。
2010年1月20日，露天拍賣宣布與7-ELEVEN合作推出「交貨便」服務，露天拍賣的買家在網站上購物之後，即可於7-ELEVEN全台門市進行付款及取貨。
2010年2月，付款及運送方式大量編輯功能上線。
2010年3月，榮獲數位時代雜誌台灣網站百強電子商務類第一名。
2011年3月，榮獲數位時代雜誌台灣網站百強電子商務類第一名。
2011年4月，全站商品數突破3000萬件。
2011年9月，首創郵局快捷貨到付款服務上線。
2012年3月，榮獲數位時代雜誌台灣網站百強電子商務類第一名。
2012年3月20日，露天拍賣推出站內金流PayLink，導入PChomePay支付連服務，提供買賣雙方第三方支付服務。
2012年10月，全站商品數突破4000萬件。
2012年11月，台灣最大商品型錄 露天找東西APP上線。
2013年3月，開放信用卡付款，導入PChomePay支付連信用卡支付，並榮獲數位時代雜誌台灣網站百強電子商務類第一名。
2013年10月，首創全家OK萊爾富三大超商取貨付款服務上線，全站商品數突破5000萬件。
2013年12月，榮獲2013年Google熱門台灣品牌搜尋排行榜第一名。
2014年3月，榮獲數位時代雜誌台灣網站百強電子商務類第一名。
2014年7月，個人安全電腦2.0上線。
2014年8月，全站商品數突破7000萬件。
2014年12月，收取成交手續費2%，免收商品刊登費，並榮獲2014年Google熱門台灣品牌搜尋排行榜第一名。
2015年1月，露天公布2014年平台交易金額突破500億元。
2015年3月，全站商品數突破8000萬件，並榮獲數位時代雜誌台灣網站百強電子商務類第一名。
2015年4月，露天拍賣行動APP上線。
2015年12月，導入PChomePay支付連銀行支付服務，全站商品數突破1億件，並榮獲2015年Google熱門台灣品牌搜尋排行榜第一名。
2016年1月，露天公布2015年平台交易金額達1,439億元。
2018年5月，跨媒體廣告「AD露」服務上線。
2018年9月，與楓葉便利帶合作的袋鼠物流服務上線。
2018年10月，成立露托邦AI人工智慧實驗室。
2019年3月，與eBay合作海外跨境購物上線。
2019年7月，與日本樂天合作海外跨境購物上線。
2020年10月，與上千位賣家合作推出超取免運活動。
2021年5月，成交訂單收取金流手續費1%（信用卡12期則為3%）。
2022年9月，正式更名「露天市集」。
2023年6月，金流手續費率上調為1.5%（信用卡12期則為3%）。
2024年2月，「成交手續費」更名為「交易服務費」。同年3月，不分商品，交易服務費統一上調至3%。

## 外部連結
- 露天拍賣 （页面存档备份，存于）